# Айдзу-Банґе

37°33′41″ пн. ш. 139°49′18″ сх. д. / 37.56139° пн. ш. 139.82167° сх. д.
А́йдзу-Банґе́ (яп. 会津坂下町, あいづばんげまち, МФА: [ai̯d͡zu bange mat͡ɕi̥]) — містечко в Японії, в повіті Каванума префектури Фукусіма. Станом на 1 жовтня 2008 площа містечка становила 91,65 км². Станом на 1 січня 2009 населення містечка становило 17 723 осіб.